# Більськовільська волость
Більськовільська волость — адміністративно-територіальна одиниця Луцького повіту Волинської губернії Російської імперії. Волосний центр — село Більська Воля.
Станом на 1885 рік складалася з 7 поселень, 7 сільських громад. Населення — 4896 осіб (2423 чоловічої статі та 2473 — жіночої), 479 дворових господарств.
|                     | Площа, десятин | У тому числі орної, дес. |
| ------------------- | -------------- | ------------------------ |
| Сільських громад    | 14056          | 6358                     |
| Приватної власності | 25733          | 1330                     |
| Казенної власності  | 43             | 19                       |
| Іншої власності     | 327            | 268                      |
| Загалом             | 40159          | 7975                     |

Основні поселення волості:
- Більська Воля — колишнє власницьке село за 115 верст від повітового міста, 1041 особа, 103 двори, православна церква, школа, 3 постоялі двори, постоялий будинок, кузня, водяний млин, солодовий та винокурний заводи.
- Галузійська Вулька — колишнє власницьке село, 332 особи, 27 дворів, православна церква, постоялий будинок, водяний млин, сукновальня.
- Галузія — колишнє власницьке село, 683 особи, 76 дворів, православна церква, школа, 2 постоялі двори, 2 водяні млини.
- Єзерці — колишнє власницьке село при озері Великому, 581 особа, 72 двори, православна церква, школа.
- Мольчиці — колишнє власницьке село при річці Колосок, 1102 особи, 98 дворів, 2 православні церкви, школа, постоялий двір, кузня, водяний млин.
- Серхів — колишнє власницьке село, 503 особи, 63 двори, 2 православні церкви, каплиця, школа, постоялий двір.

## У складі Польщі
Після окупації поляками Волині волость називали ґміна Бєльска Воля і включили до Сарненського повіту Поліського воєводства Польської республіки. Центром ґміни було село Більська Воля. У міжвоєнний період на території ґміни засновували колонії для польських переселенців.
16 грудня 1930 ґміна у складі повіту була передана до Волинського воєводства.
На 1936 рік ґміна складалася з 11 громад:
1. Більська-Воля — село: Більська Воля, маєток: Більська-Воля, тартак: Більська-Воля та хутори: Погибле і Залядини;
2. Галузія — село: Галузія, маєтки: Галузія I-а, Галузія II-а, Галузія III-я і Галузія IV-а;
3. Озерці — село: Озерці та хутори: Цетині, Чортяниця, Чиста-Лядина, Гірник, Городок, Красна-Вісь, Ставище, Вільхів і Застаровиння;
4. Конинськ — село: Конинськ;
5. Мульчиці — село: Мульчиці та хутори: Ямне, Горіхове, Піджабець, Тараж, Терешове, Уричі, Висуш, Захоромці, Заперебрід і Жиляни;
6. Оптова — колонія: Оптова та маєток: Оптова;
7. Рудка — село: Рудка та хутір: Олександрія;
8. Собіщиці — село: Собіщиці, лісове селище: Берлі, лісничівка: Борок та гаївки: Смородського і Жолоби;
9. Серхів — село: Серхів, гаївки: Яма, Людніж, Підозерці й Височ, лісничівка: Обнова та хутір: Заболоття;
10. Траугуттівка — військове селище: Траугуттівка;
11. Вілька-Галузійська — село: Вілька-Галузійська, маєток: Вілька-Галузійська та хутір: Заіваничі.

Після радянської анексії західноукраїнських земель ґміна ліквідована у зв'язку з утворенням районів.